# Asociación Argentina de Productores en Siembra Directa
Asociación Argentina de Productores en Siembra Directa (Aapresid) es una organización civil sin fines de lucro, fundada en agosto de 1989 por productores rurales de la zona central Argentina preocupados por la erosión de los suelos. Tiene sede en la Ciudad de Rosario, provincia de Santa Fe. La misión institucional consiste en: "Impulsar sistemas productivos sustentables de alimentos, fibras y energías a través de la ciencia, la innovación y la gestión del conocimiento en red"
El perfil societario está compuesto por productores agropecuarios, asesores profesionales y empresas de productos y servicios del agro argentino reunidos con la misión de difundir y promover el sistema de siembra directa, es decir, el sistema de producción agrícola sin la necesidad de labranzas para su cultivo.

## Institucional
Aapresid está organizada por una Comisión Directiva que es el órgano máximo de decisiones en la institución, Comité Ejecutivo que es el grupo de socios de referencia en el que la Comisión Directiva delega la ejecución de la agenda diaria institucional, Directores Adjuntos quienes también son socios y cumplen un rol de direccionamiento estratégico en cada uno de los programas institucionales. Además cuenta con un Staff conformado por profesionales encabezados por un Gerente Coordinador y Gerentes de Programas con sus respectivos equipos de trabajo conformados por otros miembros de staff y socios. 
Anualmente Aapresid realiza un congreso agrotécnico que habitualmente se desarrolla la primera semana de agosto y su sede es itinerante; la edición 2018 se realizó en la Ciudad argentina de Córdoba y en 2019 regresó a Rosario como en ediciones anteriores. En 2025 se realizó por primera vez en La Rural de Buenos Aires, con el lema "Todo está conectado".  
El manifiesto de la edición número 32 fue el siguiente: " La degradación del suelo es uno de los problemas más importantes de nuestro planeta, y uno de los menos visibilizados. Revitalizar el suelo y alejarnos del desastre global, es el compromiso de Aapresid desde sus comienzos, por nosotros y por nuestras generaciones futuras. La raíz de nuestro compromiso es la conexión profunda con el suelo en el que producimos.Nos comprometemos a ser aquellas raíces que nutren y sostienen, fomentando la conexión, la colaboración y el entendimiento mutuo en pos de un futuro próspero y sostenible. Por esa conexión, que necesitamos entender y compartir, el lema de la edición número 32 de nuestro congreso anual es: TODO ESTÁ CONECTADO "
En 2017 recibió el premio Glinka Guardianes del Suelo Archivado el 23 de abril de 2019 en Wayback Machine., 
En 2018 recibió un Diploma al Mérito Konex como una de las Entidades de Asociación Civil más destacadas de la Argentina.

## Programas
Aapresid impulsa los siguientes Programas que asisten a su misión institucional:
- Aapresid Regionales: gestiona la interacción entre los Grupos Regionales,organizados en cinco Nodos: Litoral, Oeste, Oeste Medanoso, Centro y Sur. Cada año se realiza en mayo el Encuentro Anual de Regionales (EAR) con gran participación de socios donde se trabaja en temas de capacitación e intercambio entre los distintos miembros regionales.
- Prospectiva Aapresid: es el programa que cada año encabeza la organización del Congreso Aapresid. Este programa coordina además a los Equipos de Pensamiento Prospectivo organizados en distintas temáticas:
  - Agricultura regenerativa
  - Sistemas integrados
  - Manejo de cultivos
  - Salud del suelo y cambio climático
  - Quo vadis
  - Políticas públicas
  - Biotecnología
  - Agtech y digitalización
  - Bioeconomía
  - Comunicación y educación
  - Maquinaria
  - Manejo del agua

- Aapresid Certificaciones: Municipio Verde (Certifica a Municipios y su área periurbana), IRAM 14130 (Buenas Prácticas para Labores Agrícolas)
- Sistema Chacras: es el Programa encargado de coordinar investigaciones de base científica a partir de necesidades de conocimiento y resolución de problemas propuestos por los propios socios institucionales, en el cual se articulan acciones con investigadores de la propia institución y de otras instituciones como INTA y Universidades.
- Programa Internacional: El Programa Internacional de Intercambio y Transferencia de Tecnología en Sistemas basados en Siembra Directa, nació en el 2017 y es el programa más joven de la institución.
- Aapresid REM: es la primera Red de Manejo de Plagas. Coordinada por Aapresid, suma a distintas instituciones técnicas, a los principales expertos en el área y cuenta con el apoyo de las principales empresas de tecnologías enfocadas en la protección de cultivos.
- Aapresid Internacional: el objetivo principal del Programa implica el establecimiento, desarrollo y fortalecimiento de vínculos internacionales para el intercambio de conocimientos y experiencias, así como la difusión, promoción y adaptación del sistema de producción basado en Siembra Directa (SSD) en la comunidad internacional.
- Nexo Aapresid: es el programa de vinculación institucional y de generación de recursos.

A través de estos programas se canalizan numerosas acciones enfocadas en la misión de la institución.